# Apeadero de Pego
Nota: No confundir con el antiguo Apeadero de Porto da Lage, en la Línea del Dão, que antes se denominaba Parada de Pêgo.
El Apeadeiro de Pego es una plataforma ferroviaria de la Línea de la Beira Alta, que sirve la localidad de Pego, en el Distrito de Aveiro, en Portugal.

## Historia

### Inauguración
Este apeadero se encuentra entre Pampilhosa y Vilar Formoso de la Línea de la Beira Alta, siendo este tramo inaugurado el 1 de julio de 1883.